# Robert Cheboror
Robert Cheboror (9 september 1978) is een voormalige Keniaans langeafstandsloper, die gespecialiseerd was in de marathon. Zijn grootste overwinningen waren in 2004 het winnen van de marathon van Amsterdam in een tijd van 2:06.22 en in 2005 zijn zege op de halve marathon van Egmond in een tijd van 1:03.35.

## Loopbaan
In 2002 kreeg Cheboror bekendheid door zijn overwinning op de halve marathon van Lille (Rijsel) in 1:01.42. In 2003 werd hij tweede op de halve marathon van Berlijn. In 2004 werd hij tweede op de Boston Marathon. Op de marathon tijdens de wereldkampioenschappen van 2005 in Helsinki werd hij elfde.
Op de marathon van Hamburg in 2006 finishte Cheboror eveneens op een tweede plaats in een tijd van 2:07.36 en op de Chicago Marathon werd hij vijfde. Terug in Amsterdam werd hij daar in 2008 derde.
Zijn laatste wedstrijd liep Cheboror in 2010 in Milaan.

## Persoonlijke records
| Onderdeel      | Prestatie | Datum            | Plaats    |
| -------------- | --------- | ---------------- | --------- |
| halve marathon | 1:01.42   | 31 augustus 2002 | Rijsel    |
| 30 km          | 1:30.05   | 17 oktober 2004  | Amsterdam |
| marathon       | 2:06.23   | 17 oktober 2004  | Amsterdam |

## Palmares

### 15 km
- 2002: 6e Haagse Beemden Loop - 45.17

### 10 Eng. mijl
- 2002: 16e Dam tot Damloop - 48.18
- 2006: 8e Dam tot Damloop - 47.46
- 2007: 10e Dam tot Damloop - 48.32
- 2008: 12e Dam tot Damloop - 47.25

### halve marathon
- 2002:  halve marathon van Rijsel - 1:01.42
- 2003:  halve marathon van Berlijn - 1:01.55
- 2004:  City-Pier-City Loop - 1:02.42
- 2005:  halve marathon van Egmond - 1:03.35
- 2005: 7e City-Pier-City Loop - 1:01.55
- 2006: 13e City-Pier-City Loop - 1:05.05
- 2007: 8e halve marathon van Egmond - 1:06.15
- 2008: 19e City-Pier-City Loop - 1:06.34
- 2009: 15e halve marathon van Egmond - 1:08.46

### marathon
- 2003: 9e marathon van Amsterdam - 2:11.06
- 2004:  Boston Marathon - 2:11.49
- 2004:  marathon van Amsterdam - 2:06.23
- 2005: 11e WK - 2:14.08
- 2005: 14e New York City Marathon - 2:15.24
- 2006:  marathon van Hamburg - 2:07.36
- 2006: 5e Chicago Marathon - 2:09.25
- 2007: 10e Boston Marathon - 2:18.07
- 2008:  marathon van Amsterdam - 2:09.13
- 2009: 4e marathon van Shanghai - 2:13.48
- 2010: 5e marathon van Milaan - 2:13.46